# 대폭군
"대폭군"(大暴君, The Goddess Of Mercy)은 한국에서 제작된 임원식 감독의 1966년 전쟁, 드라마 영화이다. 최은희 등이 주연으로 출연하였고 신상옥 등이 제작에 참여하였다.

## 출연

### 주연
- 최은희
- 김승호
- 남궁원

### 조연
- 장춘언

## 기타
- 조명: 이규창
- 미술: 정우택